# Universität Kabul

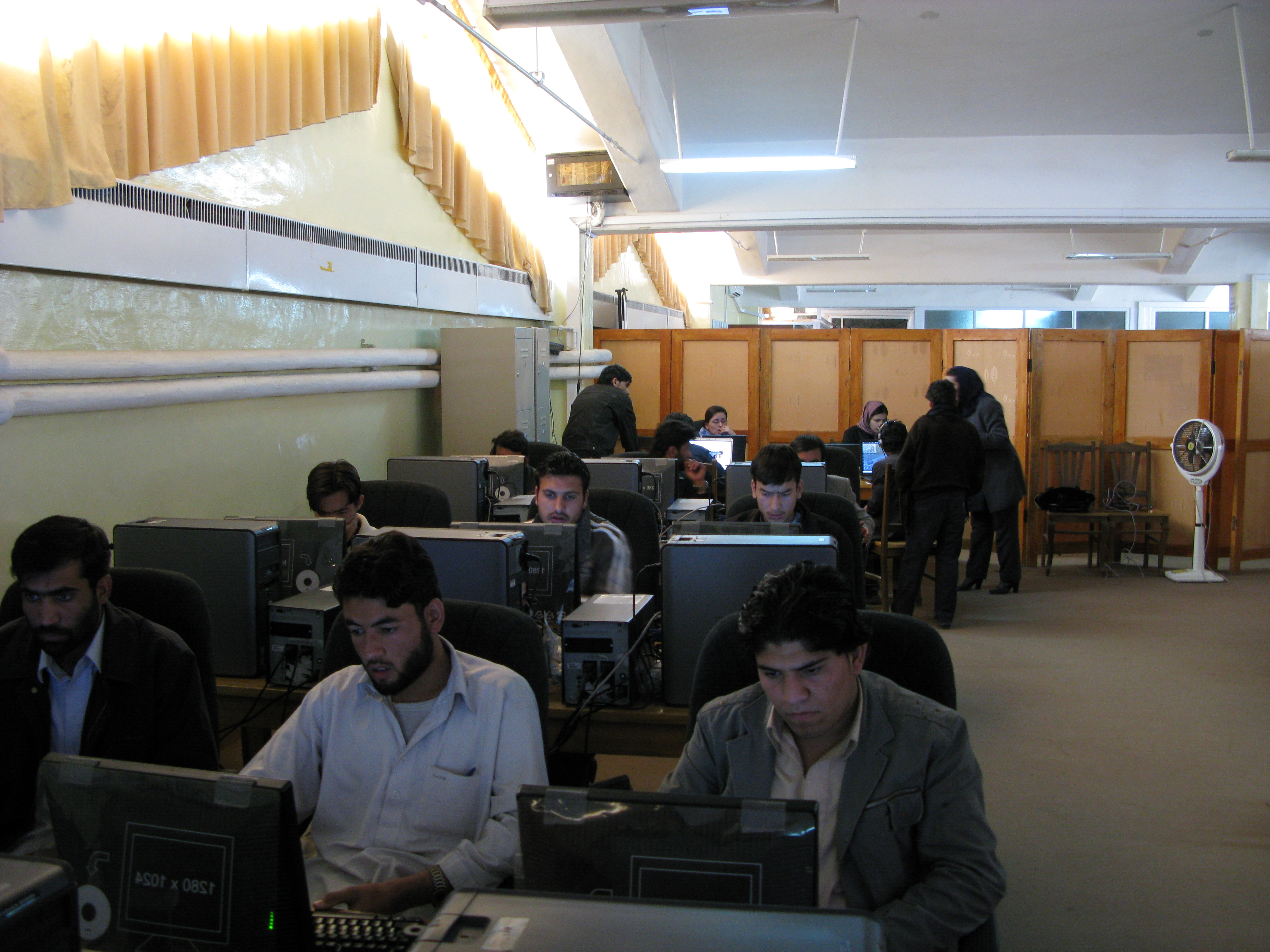
Studenten am Angel-Center

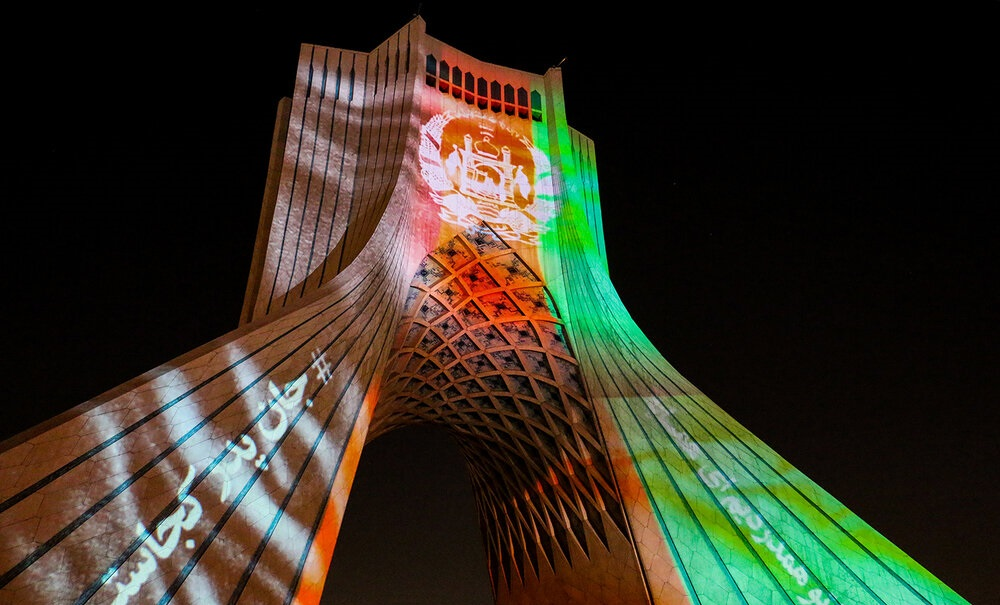
Der Azadi Tower in Teheran wurde nach dem Anschlag auf die Universität 2020 in den Farben Afghanistans illuminiert

Die Universität Kabul (Paschtu: دکابل پوهنتون, Dari: پوهنتون کابل, englisch Kabul University) ist die größte Universität Afghanistans und hat ihren Sitz in der Hauptstadt Kabul.
Die Kabul University wurde 1931 unter der Herrschaft des Königs Mohammed Nadir Shah und später Premierminister Mohammad Hashim Khan.  gegründet. An ihr waren 2007 rund 7000 Studenten, davon 1700 Frauen eingeschrieben. Das Hauptgebäude wurde 500 Meter entfernt vom alten Gebäude errichtet und hat fast das gleiche Design. Schwerpunkte sind die Fakultäten für Landwirtschaft, Wirtschaftswissenschaft, Pharmakologie, Rechtswissenschaft, Literatur, Ingenieurwissenschaft und Fine Arts.

## Geschichte
Die Universität wurde 1931 gegründet und erstmals 1932 eröffnet. In den 1950er- und 1960er-Jahren galt die Universität als eine der renommiertesten Anstalten ihrer Art in Asien. Sie wurde als das intellektuelle Herz des Landes betrachtet und war der Stolz Afghanistans.
In den 1960er-Jahren bevölkerten ausländische Gelehrte den Campus und lehrten neue Themen wie Kommunismus, Feminismus und Kapitalismus. Zu den Studenten dieser Ära gehörten Ahmad Schah Massoud, Gulbuddin Hekmatyār, Faiz Ahmad und Saydal Sokhandan. Viele unterschiedliche politische Gruppen wurden durch die Universität beeinflusst, wie Khaliqis, Parchamis, Sholayees, Ikhwanies.
In einer Auseinandersetzung zwischen Ikhwanies und Sholayees wurde der afghanische Dichter Saydal Sokhandan von Gulbuddin Hekmatyār getötet. Er schoss auf ihn während einer Diskussion. Während des kommunistischen Regimes verlor die Universität Lektoren und Personal. Die Mehrheit der Fakultäten verließ die Universität während der Unruhen beim Fall des kommunistischen Regimes, des Bürgerkrieges und des Taliban-Regimes. Während der Herrschaft der Taliban verdiente der Lehrkörper nur 40 US-Dollar pro Monat – heute mit 45 bis 50 US-Dollar pro Monat geringfügig mehr.
Es wird geschätzt, dass die Universität 64 Millionen US-Dollar benötigt, um wieder auf einem grundlegenden Niveau arbeiten zu können. Im Januar 2004 erklärte die Leitung, nur 24 Computer und ein Stethoskop zu besitzen. Als Teil der Wiederaufnahme des Programms ist die Kabuler Universität Partnerschaften mit vier ausländischen Universitäten, einschließlich der Purdue University eingegangen.
2007 spendete die Islamische Republik Iran 800.000 US-Dollar der Zahnheilkundelehre der Kabuler Universität. Iran hat der Universität auch 25.000 Bücher gespendet. Zurzeit ist die Hauptbibliothek der Kabul-Universität die bestausgerüstete Bibliothek in Afghanistan. Die Bibliothek wurde mit vielen Computern ausgerüstet und mit Büchern und Zeitschriften, die meistens von Iran gespendet wurden.

### Angriff 2020
Am 2. November 2020 stürmten drei bewaffnete Männer die Universität. Sie nahmen zahlreiche Studenten als Geisel. Erst nach einem sechsstündigen Feuergefecht mit afghanischen Eliteeinheiten konnte die Universität befreit werden. Bei dem Angriff starben mindestens 35 Menschen inklusive mindestens drei Angreifer. Mehr als 20 weitere Menschen wurden verletzt. An der Hochschule fand zum Zeitpunkt des Angriffs eine afghanisch-iranische Buchmesse statt. Zu der Attacke bekannte sich die Terrororganisation ISIS.

## Struktur

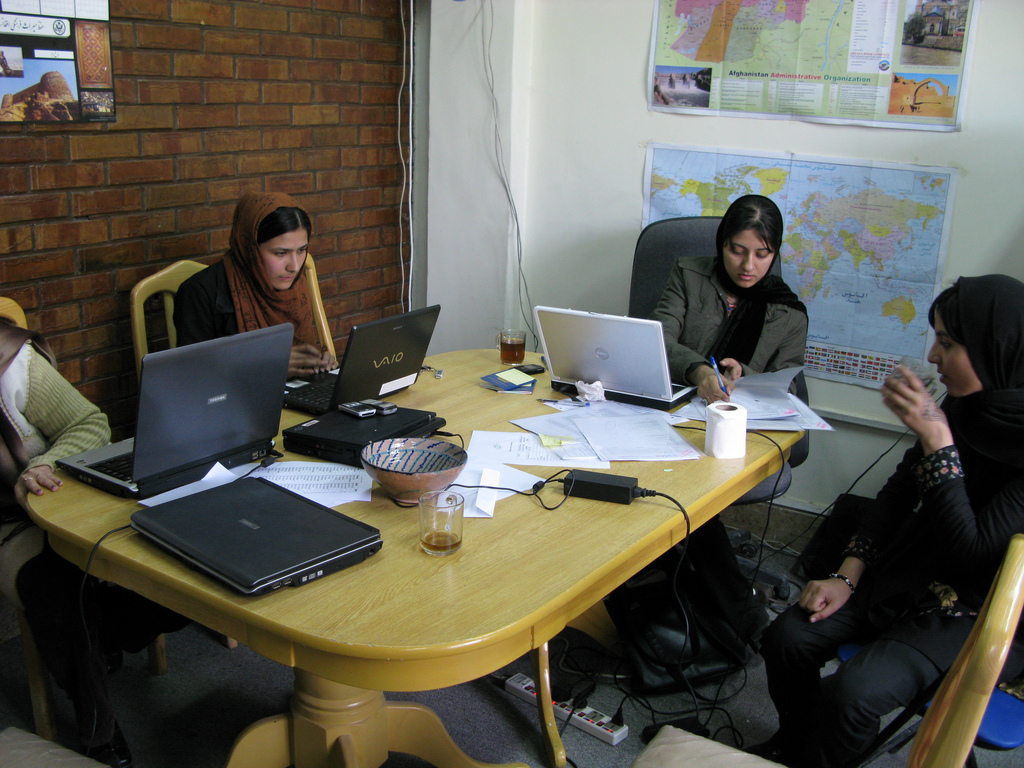
Studentinnen an der Uni Kabul

- Die Fakultät der Wissenschaft der Kabul-Universität hat fünf Abteilungen: Informatik, Biologie, Chemie, Mathematik und Physik.
- Die Fakultät der Ingenieurwissenschaft hat vier Abteilungen: Architektur, Bauingenieurwesen, Maschinenbau und Elektrotechnik. 600 Studenten sind in diesem Bereich eingeschrieben.
- Die Fakultät der Pharmakologie hat fünf Abteilungen: Pharmacognosy, Pharmakologie, pharmazeutische Chemie, Pharmaceutics und Biochemie und Nahrungsmittelanalyse. Sie hat sieben arbeitende Labore und vor kurzem ist der neue Lehrplan dieser Fakultät genehmigt und eingeführt worden. Es nehmen geschätzte 400 Studenten hier teil.
- Die Fakultät der Landwirtschaft hat sechs Abteilungen: Agrarwirtschaft, Agronomie, Tierwissenschaft, Forstwirtschaft und Naturressourcen, Gartenbau und Pflanzenschutz.
- Die Fakultät der Tierheilkunde hat fünf Abteilungen: Paraklinik, Preklinik, Klinik, Viehwirtschaft und Nahrungsmittelhygiene.

## Absolventen
- Ghulam Haider Hamidi (1947–2011), Bürgermeister von Kandahar